# 昭和島
35°34′19.27″N 139°45′0″E / 35.5720194°N 139.75000°E
昭和島（日语：／ Showajima */?）是東京都大田區的人工島及同區町名。現行行政地名為昭和島一丁目與昭和島二丁目。人口0人（2013年8月1日）。填海地名為京濱第3區埋立地。

## 概要
位於大田區東部。北鄰平和島，東鄰京濱島，南鄰羽田空港，西鄰大森東、大森南。
與東邊的京濱島之間為京濱運河，與西邊的大森東、大森南之間為勝島運河。
町內多為工業用地，密集的鐵工廠形成工業園區（羽田鐵工團地）。
东都下水道局的森崎水再生中心位于此，屋顶设有小燕鸥的人工繁殖地，此外岛上还有果子狸栖息。

## 年表
- 1939年1月31日 - 京濱第3區埋立地取得許可。事業主體為東京都。
- 1967年7月18日 - 完全竣工
- 1967年9月30日 - 編入大田區
- 1967年10月20日 - 町名定為「昭和島」。
- 1968年4月15日 - 實施住居表示
- 1985年2月7日 - 東京單軌電車羽田線、昭和島站開業。

竣工面積：616,044m²

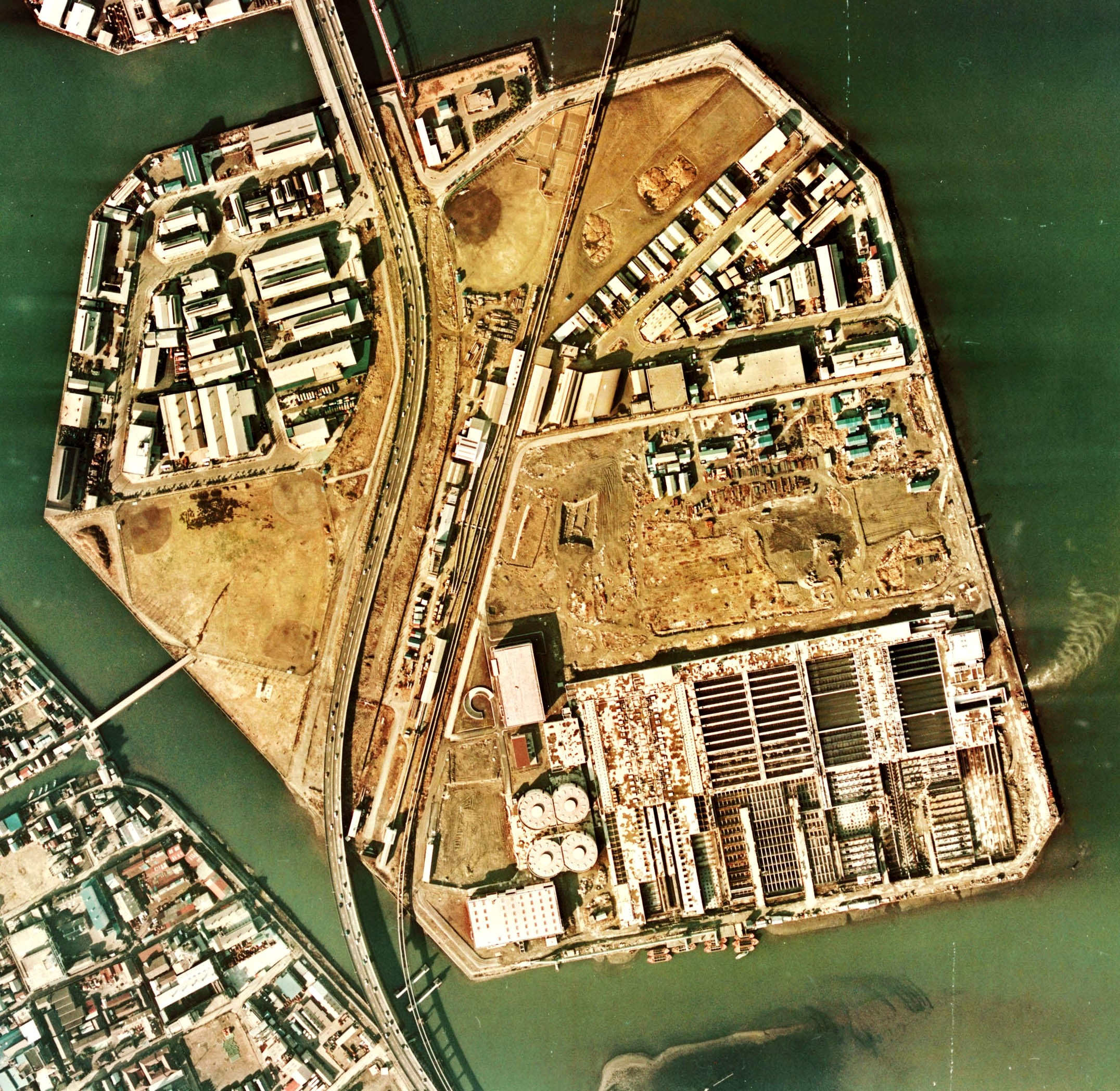
昭和島附近的空照圖。1974年攝影。填海工程仍在持續進行。
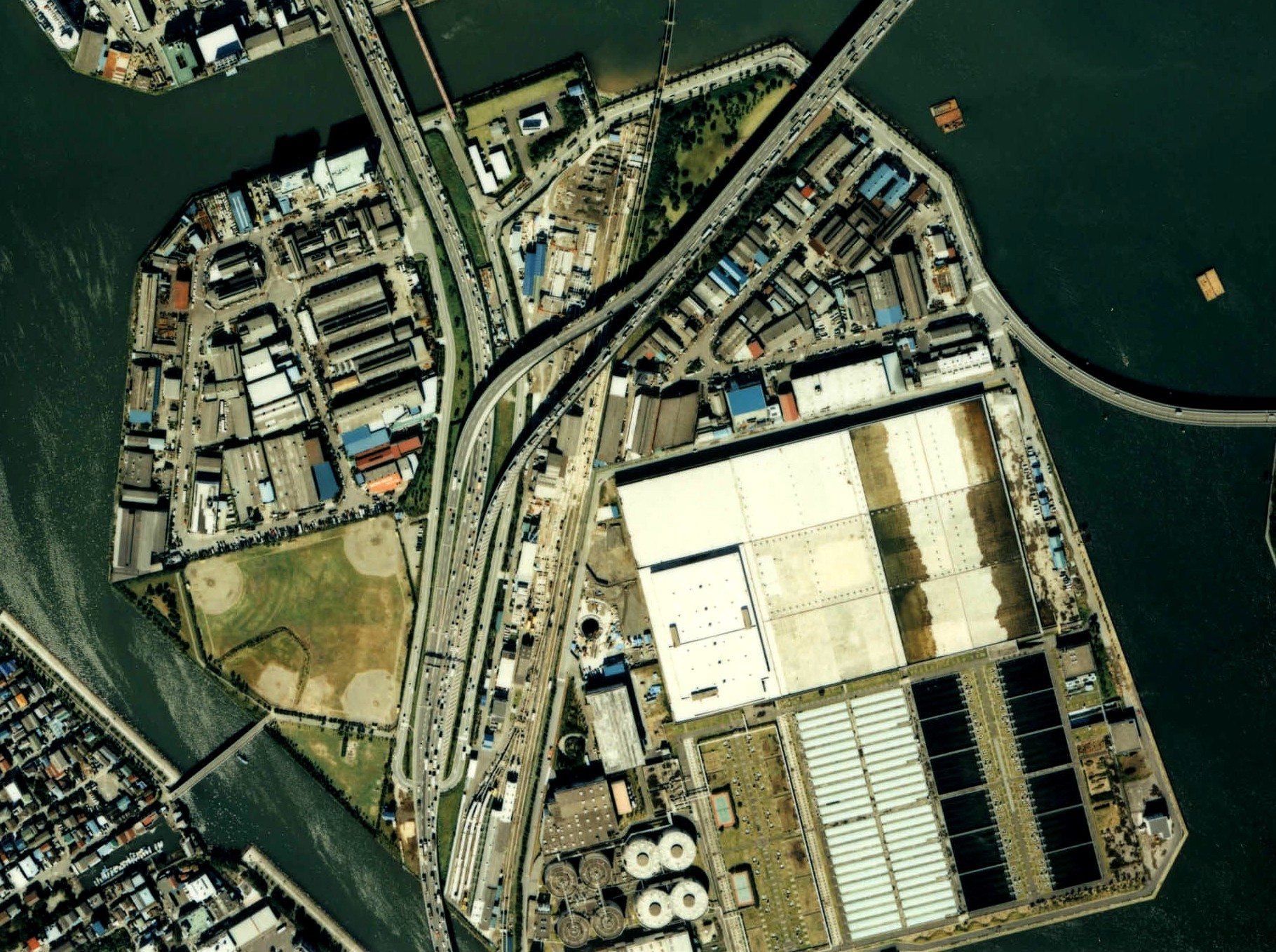
昭和島附近的空照圖。1989年攝影。與1974年相比，大部分土地已開發。

## 地名由來
意為昭和時代建造的島。

## 地域內的町名
- 昭和島一丁目…地域西部。首都高速1號羽田線以西的區域。羽田鐵工團地的第一地區，鐵工所聚集。南部有大田區營昭和島棒球場。
- 昭和島二丁目…地域東部。首都高速1號羽田線以東的區域。羽田鐵工團地的第二地區，鐵工所聚集，也是東京單軌電車昭和島站與車輛基地所在地。北部有昭和島北綠道公園，南部有東京都下水道局森崎水再生中心（下水處理場）。

## 地域內的公園

### 昭和島北綠道公園
昭和島北綠道公園（しょうわじまきたりょくどうこうえん）是本地北部、首都高速道路下的公園，園內有綠地與網球練習場，可進行滑輪與傳接球等活動。（全部免費）
- 開園年月日：1975年12月1日
- 面積：24800.00m2
- 交通方式：東京單軌電車羽田線、昭和島站步行5分。另可從大森站搭乘巴士（京急巴士）至「昭和島二丁目」巴士站下車

### 昭和島南綠道公園
昭和島南綠道公園（しょうわじまみなみりょくどうこうえん）是本地南部與昭和島運動場（大田區管轄）相鄰的公園。公園內有廣場與步道，廣場在昭和島運動場旁有。（全部免費）
- 開園年月日：1975年12月1日
- 面積：3218.00m2
- 交通方式：東京單軌電車羽田線、昭和島站步行5分。另可從大森站搭乘巴士（京急巴士）至「昭和島運動場前」巴士站下車步行2分，

## 交通
京和橋可通往東邊的京濱島。南海橋可通往北邊的平和島。避難橋可通往西邊的大森東。
地域內有首都高速道路1號羽田線與灣岸分岐線通過，兩者由島內的昭和島交流道連結。
鐵路方面，島內有東京單軌電車昭和島站。另可搭乘大森站出發的京濱急行巴士，但通勤時間外的班次較少，午間時段約一小時一班。

## 備註
1. ↑  .   [2013-08-27]. （原始内容存档于2014-02-18）.

## 外部連結
- 羽田鐵工團地網站 （页面存档备份，存于）